# Euxoullia tanzaniae
Euxoullia tanzaniae är en fjärilsart som beskrevs av Emilio Berio 1973. Euxoullia tanzaniae ingår i släktet Euxoullia och familjen nattflyn. Inga underarter finns listade i Catalogue of Life.